# Charlie Bubbles
Charlie Bubbles é um filme britânico de comédia dramática de 1968 dirigido por Albert Finney e estrelado por Finney ao lado de Billie Whitelaw e Liza Minnelli.

## Elenco
- Albert Finney como Charlie Bubbles
- Colin Blakely como Smokey Pickles
- Billie Whitelaw como Lottie Bubbles
- Liza Minnelli como Eliza
- Timothy Garland como Jack Bubbles
- Richard Pearson como Contador
- Nicholas Phipps como Agente
- Peter Sallis como Advogado
- Charles Lamb como Sr. Noseworthy
- Margery Mason como Sra. Noseworthy
- Diana Coupland como Maud
- George Innes como Atendente de garagem
- Arthur Pentelow como Homem com carro
- Alan Lake como Aviador
- Yootha Joyce como Mulher no Café
- Wendy Padbury como Mulher no Café
- Susan Engel como Nanny

## Recepção
Embora o filme tenha recebido aclamação da crítica, não foi um sucesso comercial no Reino Unido. Finney culpou o lançamento muito atrasado por parte da Rank Film Distributors.
Renata Adler do New York Times, elogiou o filme, chamando-o de uma "explosão calma" e "algo totalmente honesto e original". Ela acrescentou: "O final é um absurdo discreto, tão silencioso, lindamente trabalhado e pensado quanto o resto".